# اثر لوتوس

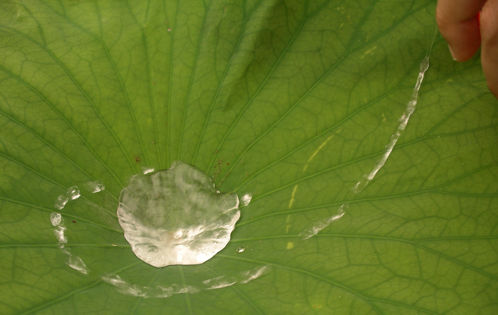
آب روی سطح یک برگ نیلوفر آبی.

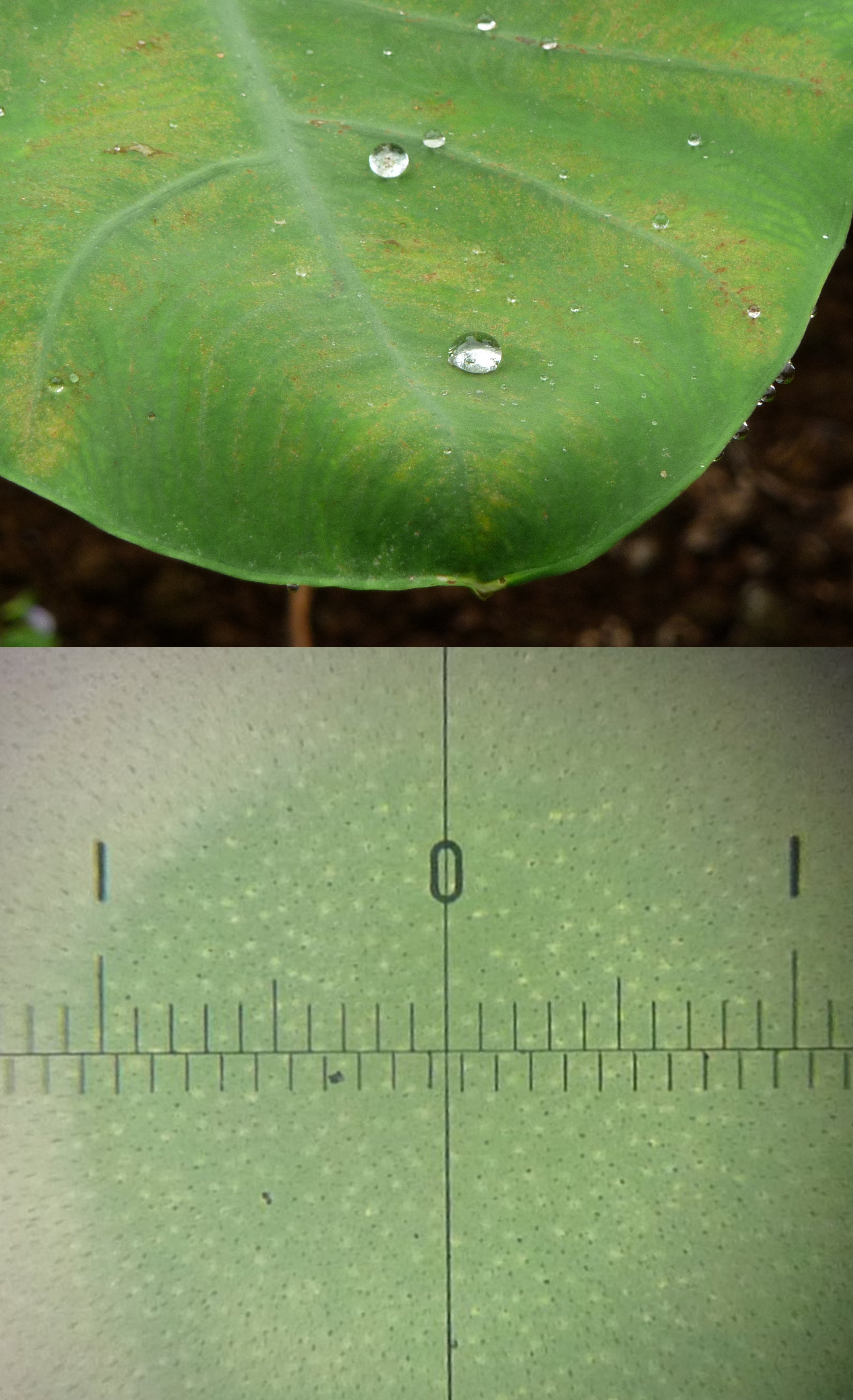
بالا: قطره‌های آب بر روی برگ تارو با اثر لوتوس. پایین: سطح برگ بزرگ تارو (۰–۱ افزایش یک میلی‌متر است) که یک سری از برجستگی‌های کوچک را نشان می‌دهد.

گرافیک رایانه‌ای از سطح برگ نیلوفر آبی.

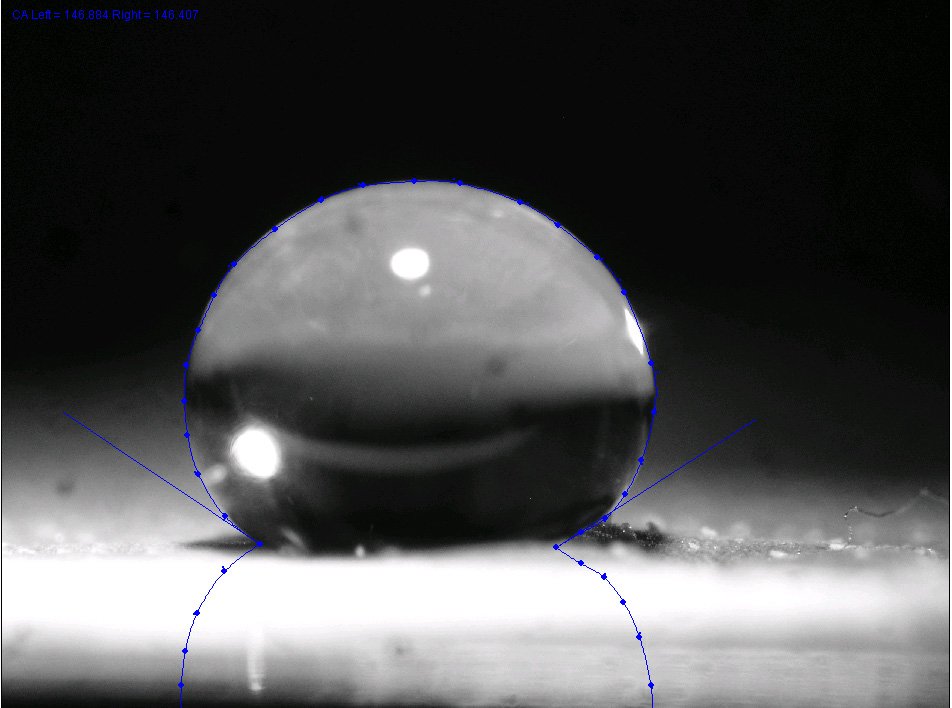
اثر لوتوس: قطره‌ای از آب روی سطح نیلوفر آبی که زاویهٔ تماس تقریباً ۱۴۷ درجه را نشان می‌دهد.

اثر لوتوس یا اثر نیلوفر آبی انگلیسی: Lotus effect، اشاره به داشتن ویژگی خود تمیز سازی است. این اثر را؛ که در نتیجهٔ خاصیت بساآب‌گریزی (ابرآب‌گریزی) یا (بسیار کم ترشوندگی) است، برگ‌هایی مانند ثعله‌باقلا (گل نیلوفر آبی) از خود نشان می‌دهند. اثر لوتوس به دلیل پدیدهٔ کشش سطحی و ساختار پیچیدهٔ میکرو و نانوسکوپی روی سطح برگ، چسبندگی سطح آن به حداقل می‌رسد و ذرات گرد و خاک را توسط قطره‌های آب جمع‌شده از خود می‌زدایند. بساآب‌گریزی و خاصیت تمیز کردن خود در گیاهان دیگری نیز دیده می‌شود، مانند لادن، اپونتیا (گلابی خاردار)، پای شیر، نیشکر، و همچنین بر روی بال‌های برخی از حشرات.

## مبنای فنی پدیده
قطره‌های  آب به دلیل کشش سطحی بالا ، در مسیر رسیدن به شکل کروی؛ در غیاب نیروی مانع دیگر،  سطح خود را به حداقل می‌رسانند. در تماس مایع با یک سطح خشک، بسته به ساختار سطح و کشش سطحی مایع، این نیروهای چسبندگی هستند که باعث تر شدن سطح می‌شوند.